# 哈氏斑竹鯊

哈氏斑竹鯊（學名：Chiloscyllium hasseltii）是天竺鯊科的一種竹鯊，分佈在泰國、馬來西亞和印度尼西亞，北緯23°至10°N，東經91°至133°。棲息在近岸，長度可達60厘米。
特徵：像點紋斑竹鯊一樣，成年通常無顏色圖案，但是幼體有橫向黑帶並帶有黑邊。
繁殖：這種鯊魚是卵生的。這些卵將附著在底棲海洋植物上並在12月孵化。它們孵化時的平均大小為94到120毫米。